# Rivière Colbert
Rivière Colbert är ett vattendrag i Kanada.   Det ligger i provinsen Québec, i den sydöstra delen av landet, 240 km öster om huvudstaden Ottawa.
Trakten runt Rivière Colbert består till största delen av jordbruksmark. Runt Rivière Colbert är det glesbefolkat, med 11 invånare per kvadratkilometer.